# Phalacrocorax fuscicollis
Il cormorano indiano (Phalacrocorax fuscicollis Stephens, 1826) è un uccello appartenente alla famiglia dei Falacrocoracidi diffuso in India e nel Sud-est asiatico.

## Descrizione
Lungo circa 65 cm, è simile nell'aspetto al cormorano di Socotra, dal quale si distingue per la coda più lunga.

## Distribuzione e habitat
Vive in India e in Indonesia.